# ペドロ・アルメンダリス・Jr
ペドロ・アルメンダリス・ボーア（Pedro Armendáriz Bohr.、1940年4月6日 - 2011年12月26日）は、メキシコの俳優。

## 出演作品
- 俺たちサボテン・アミーゴ（ミゲル）
- 天使ＶＳ悪魔
- マスク・オブ・ゾロ（ペドロ）
- レジェンド・オブ・ゾロ
- カンフー・パンダ
- カンフー・パンダ2
- 007 消されたライセンス
- カクタス・ジャック（オスカル・カボス）
- アマロ神父の罪
- オン・ザ・ボーダー
- デス＆コンパス
- ジェニファー・ロペスの 救命看護
- ＰＮＤＣエル・パトレイロ
- レディ・ブルー／愛欲
- ナイトライダー／シーズン2第19話「殺人ミサイル壊滅作戦」
- エビータ
- バイオレンス・チェイサー／無法砂漠の殺人遊戯
- ウォーカー
- 戦争の犬たち
- 刑事コロンボ／闘牛士の栄光
- 大襲来！吸血こうもり（ルイス・キャブラル）
- 大地震（チャヴェス）
- 荒野の襲撃・人質救出大作戦
- 地下室の魔物
- 死の追跡
- 荒野の七人・真昼の決闘（ペペ）
- 怒りと憎しみの荒野
- 西部番外地
- フリーランサー NY捜査線